# Kielzugvogel
Der Kielzugvogel ist ein offenes Kielboot für zwei Personen mit holbarem Ballastkiel. Im deutschen Segler-Verband ist er eine nationale Einheitsklasse, in der deutsche Meisterschaften ausgerichtet werden.
Es gleicht in der Bauweise bzw. der Rumpfform dem Schwertzugvogel. Trotz der großen konstruktiven Übereinstimmung sind Kielzugvogel und Schwertzugvogel zwei verschiedene Klassen.
Der Kielzugvogel wird von den Seglern meist nur "Kieler" genannt.

## Entstehungsgeschichte
Auf Initiative der Segel-Zeitschrift Die Yacht konstruierte Ernst Lehfeld 1960 eine kostengünstige Wanderjolle, die auch in Eigenarbeit hergestellt werden konnte. Das Boot sollte gutmütig und stabil sein, so dass es auch von Anfängern oder älteren Seglern genutzt werden konnte. Um jungen Leuten und Familien eine günstige Möglichkeit für Wanderfahrten zu bieten, war in der ursprünglichen Version auch eine Zeltkajüte vorgesehen. Neben der Jollenversion mit Schwert sollte es auch eine Version mit Ballastkiel geben, um den Zugvogel auch in Küstengewässern einsetzen zu können sowie älteren Seglern und Familien eine noch kentersicherere Möglichkeit zu bieten.
Obwohl der Zugvogel explizit nicht für den Rennsegelsport konstruiert wurde, entwickelte sich rasch eine Regattaszene. Dementsprechend wurde auch die Einführung von Spinnaker und Trapez in den 60er Jahren diskutiert, jedoch abgelehnt. Während der Schwertzugvogel rasch zu einer beliebten Klasse wurde, dauerte es beim Kielzugvogel etwas länger.

## Abgrenzung zum Schwertzugvogel
Der Schwertzugvogel unterscheidet sich in der Bauweise vom Kielzugvogel durch die Ausstattung des Unterwasserschiffs mit einem Schwert anstelle des holbaren Ballastkiels (Kielplatte aus Stahl mit Bleibombe), sowie durch die geringere Masthöhe und Segelfläche. Da Kiel- und Schwertzugvogel den gleichen Rumpf haben, ist eine Umrüstung prinzipiell möglich. Dazu muss das Schwert gegen den Kiel getauscht werden und ein anderer Mast genutzt werden. Einige Werften bieten ihre Rümpfe mit der Möglichkeit zur einfachen Umrüstung an.
Zunächst wurde beim Deutschen Segler-Verband die Anerkennung des Zugvogels als eine Klassenvereinigung beantragt. Der Deutsche Seglertag als zuständiges Gremium lehnte das jedoch ab und empfahl die Gründung von zwei getrennten Klassenvereinigungen für Schwert- und Kielzugvogel, was 1965 auch geschah. Allerdings gibt es nur eine Klassenvorschrift für beide Klassen, so dass technische Änderungen im Reglement von beiden Klassenvereinigungen übereinstimmend beschlossen werden müssen. Die Kielzugvogel-Klassenvereinigung e. V. beschäftigt sich satzungsgemäß mit der Förderung des Segelsports im Kielzugvogel. Hierbei wird ein Regattakalender erstellt und eine Rangliste geführt. Neben der Organisation der Regattatätigkeiten steht die Klassenvereinigung allen Interessierten bei Fragen rund um den Kielzugvogel zur Verfügung und gibt ein Technisches Handbuch heraus.

## Konstruktion

### Ursprüngliche Konstruktion
Um den Bau des Schiffes nicht unnötig zu erschweren, wurde als Bauweise der Knickspant in Sperrholz gewählt. Inzwischen hat aber auch hier die GFK-Sandwichbauweise den Holzbau abgelöst. Die Schiffe sind auch nach einigen Jahren noch nicht „weich“ und lassen sich immer noch schnell und erfolgreich segeln, so dass der Zugvogel ein stabiles und sicheres offenes Kielboot mit hohem Wiederverkaufswert ist.

### Weiterentwicklung
In den letzten 50 Jahren hat sich diese Klasse aus einer Wanderjolle hin zu einem durchkonstruierten Regattaboot entwickelt, bei dem durch streng reglementierte Bauvorschriften technisch ausgeglichene Bedingungen herrschen. Zahlreiche Weiterentwicklungen ließen den Charakter einer Wanderjolle mehr in den Hintergrund treten. Beispiele dafür sind die Einführung des Travellers oder der Wegfall der Staumöglichkeiten im Bug zugunsten von Auftriebskörpern. Die neueste Regeländerung sind mittels Streckzug verstellbare Oberwanten, so dass diese nun während des Segelns verstellt werden können. Nach wie vor wird ohne Spinnaker und ohne Trapez gesegelt. Auf Vorwindkursen wird stattdessen das Vorsegel (Genua) mit einem Spinnakerbaum „ausgebaumt“, und es gibt Ausreitgurte für Steuermann und Vorschoter. Bei Wettfahrten besteht die Besatzung aus zwei Personen.
1978 wurde das Rigg unter anderem durch die Einführung von Unterwanten geändert. Entscheidender war die Verlegung der Ansatzpunkte der Oberwanten auf dem Deck weiter nach innen, so dass das Vorsegel dichter geholt werden kann und damit die Eigenschaften auf Amwindkursen verbessert wurden. Somit sind alte Zugvögel von den Segelleistungen nicht mit neueren ab 1978 vergleichbar, was sich auch in der Änderung der Yardstickzahl niederschlägt. Im Jahr 2001 wurden verstellbare Oberwanten erlaubt und die Decksform modifiziert. Das Deck wurde dabei runder im Bereich der Mannschaft um das "hängen" bequemer zu machen. Die Oberwanten dürfen seitdem mit einer Talje verstellbar sein und können so auch während des Segelns verstellt werden um kurzfristig den Trimm den aktuellen Windbedingungen anpassen zu können. Somit kann das Mastfall auch zwischen der Kreuz und dem Vor-dem-Wind-Kursen verändert werden.
Bis heute wurden über 4000 Boote in beiden Varianten gebaut.

## Segeleigenschaften
Der Zugvogel ist trotz seiner Gutmütigkeit ein komplex zu segelndes Boot auch für leichtere Mannschaften, da eine Vielzahl von Trimmmöglichkeiten es ermöglichen, das Rigg den Erfordernissen entsprechend einzustellen. Bei ausreichend Wind kommen sowohl Schwert- wie auch Kielzugvogel auf Raum- und Vorwindkursen ins Gleiten. Nach wie vor gilt er als gut geeignete Wanderjolle. Die bei Regatten verwendete überlappende Genua kann für die Ausbildung und das Fahrtensegeln durch eine kleinere Fock ersetzt werden, dies macht den Kieler auch bei viel Wind gutmütig in seinen Segeleigenschaften.

## Regatten im Kielzugvogel
Seit je her werden mit dem Kielzugvogel Regatten gesegelt. Seit 1966 werden Internationale Deutsche Meisterschaften in der Kielzugvogel-Klasse ausgetragen. Die meisten Ranglisten-Regatten werden in Deutschland ausgetragen, dabei liegen die Schwerpunkte im Westen und Süden des Landes. Weitere Regattareviere im Ausland sind: Ijsselmeer, Medemblik, Niederlande / Gardasee, Italien / Traunsee, Österreich / und bald auch in Ungarn. Der Regattakalender der Kielzugvogel-Klasse ist auf der Homepage der Klassenvereinigung veröffentlicht.

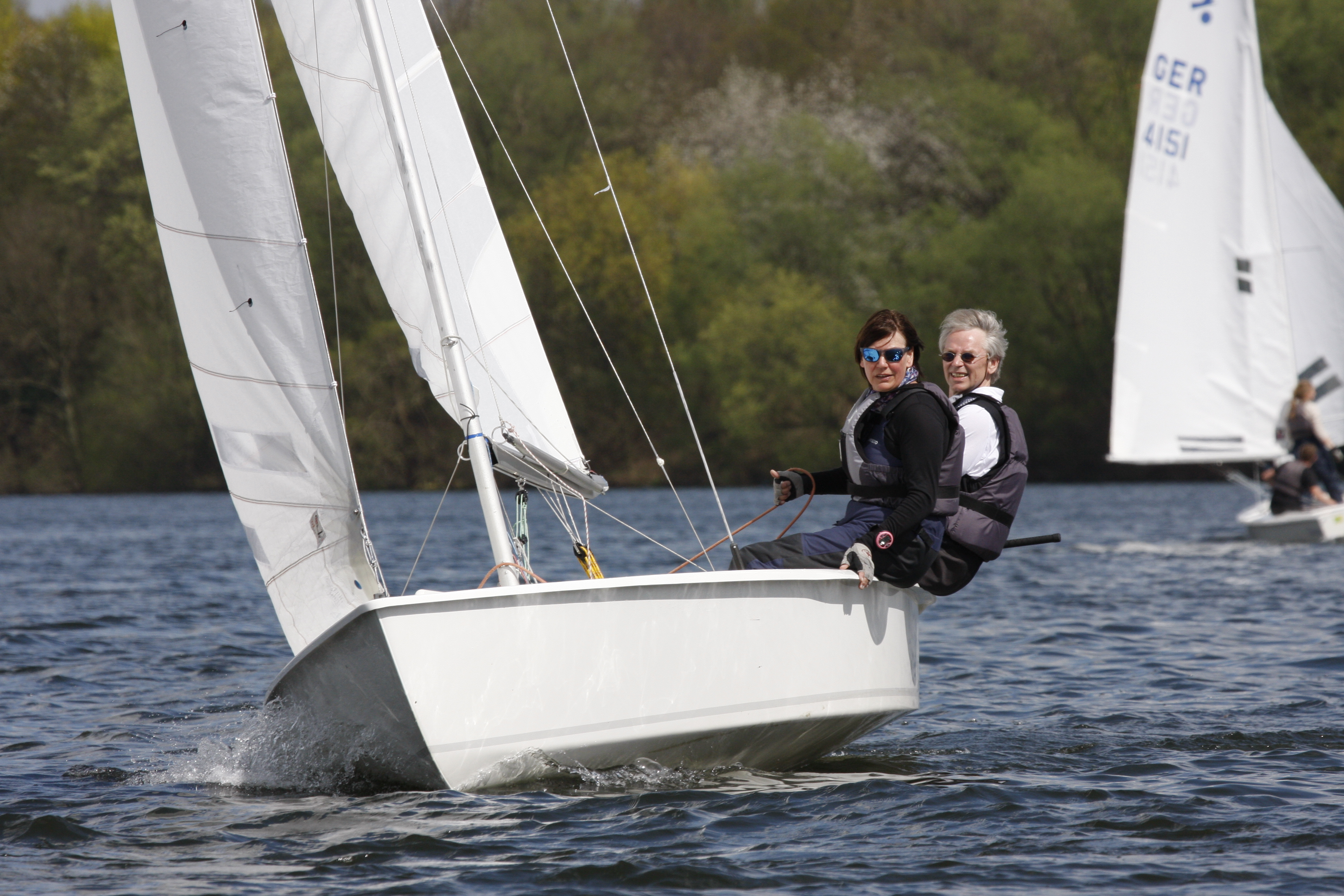
Kieler auf der Kreuz
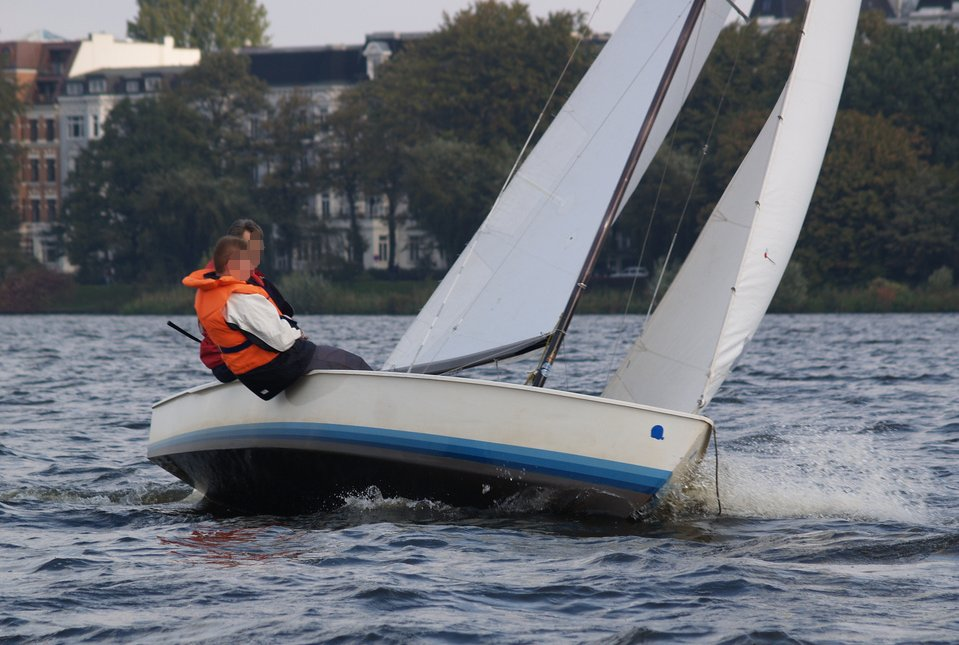
Kielzugvogel auf einem Binnengewässer
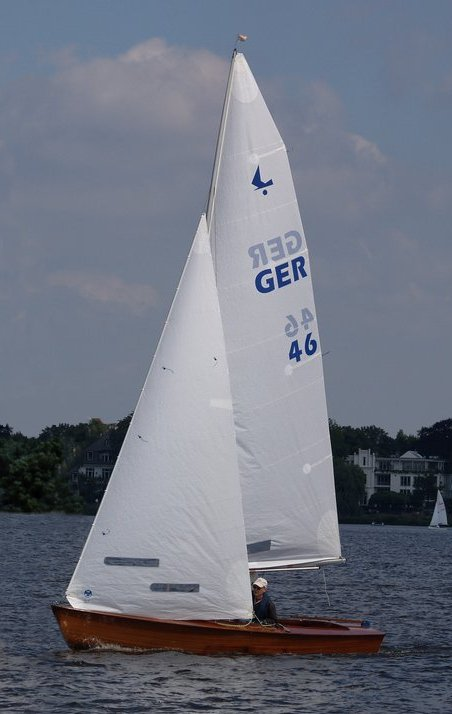
Kielzugvogel
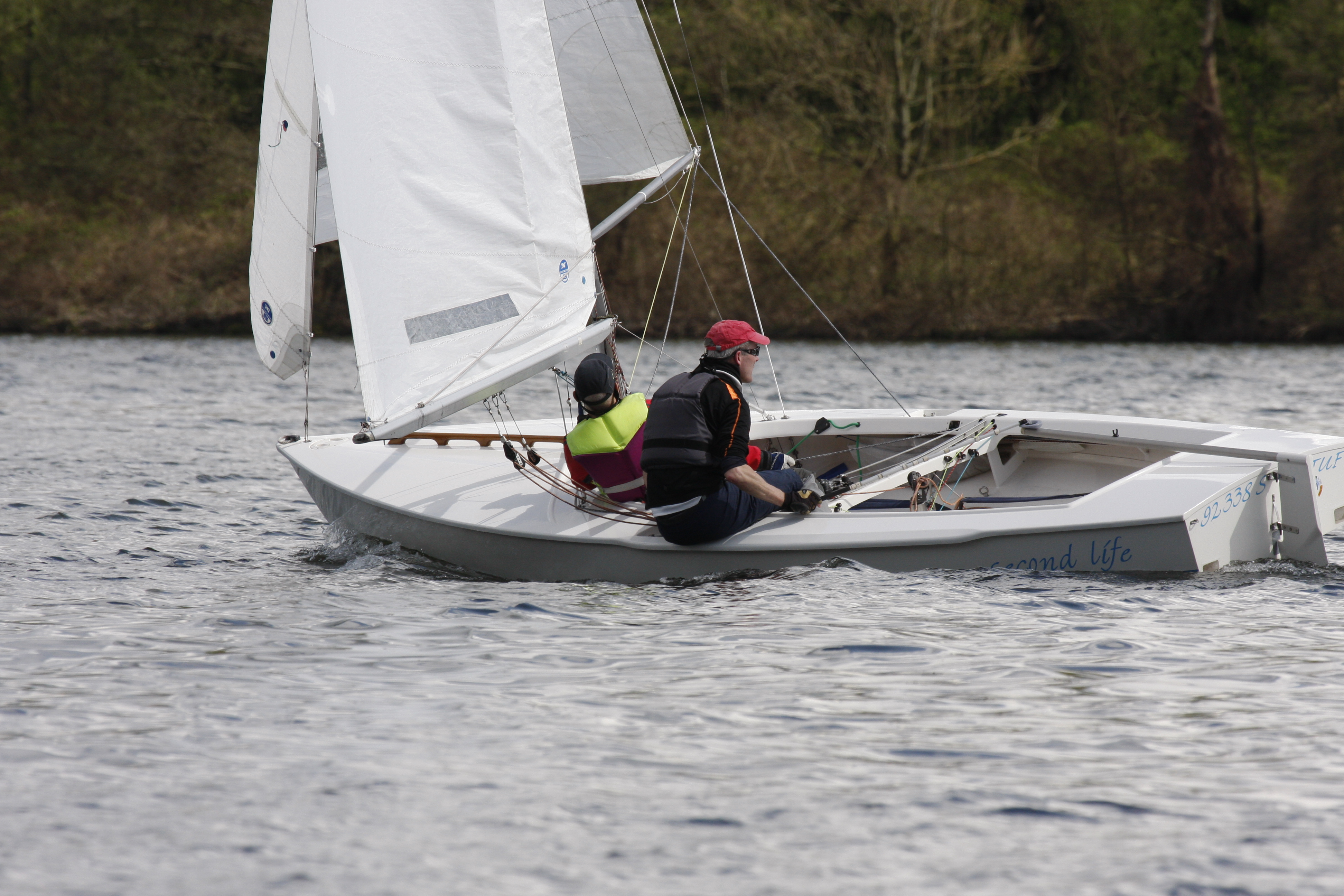
Kieler ausgebaumt vor dem Wind
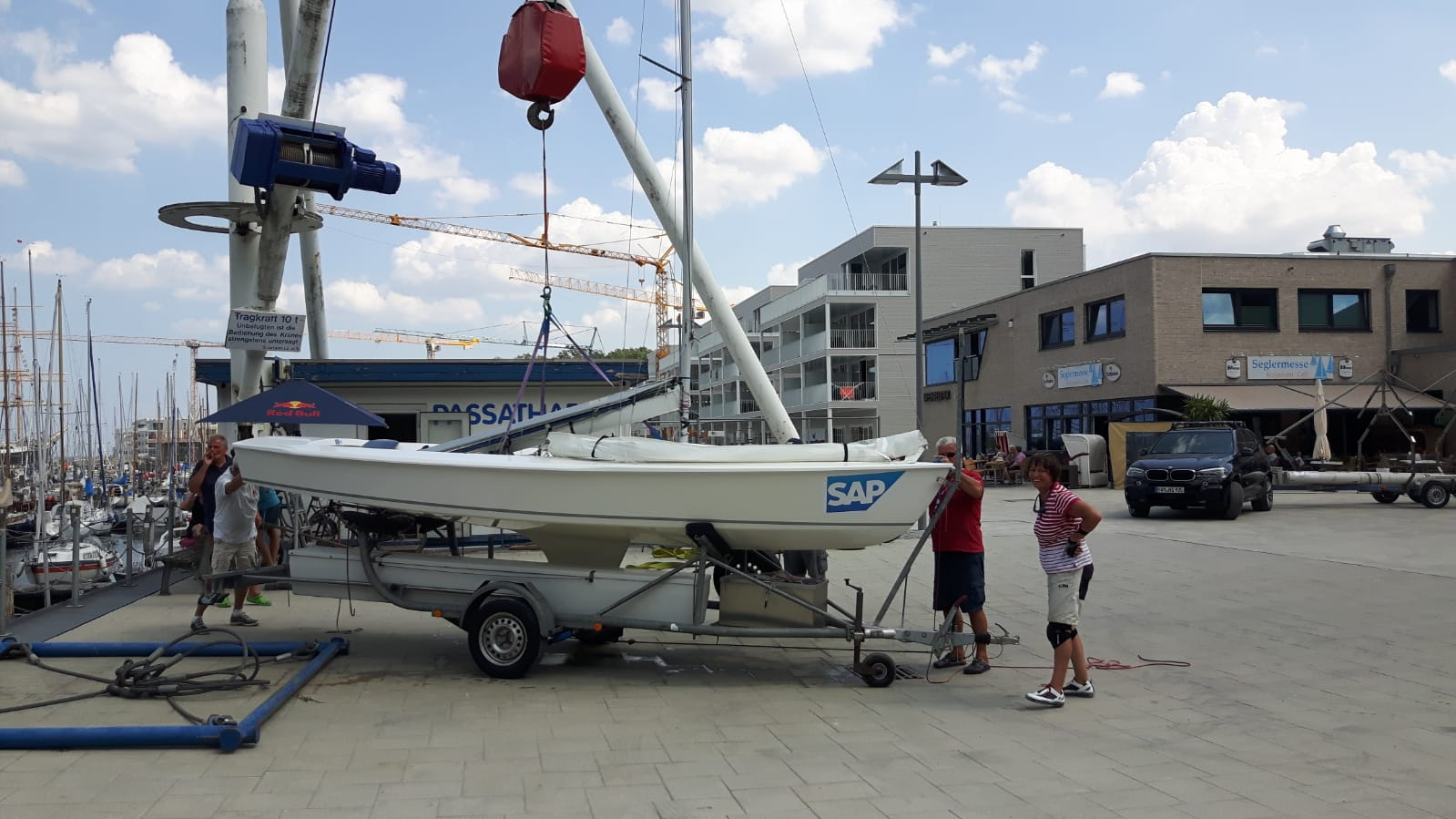
Kielzugvogel beim Kranen mit Heissstrops. Diese sind seit dem Ende der 70er Jahre Standard
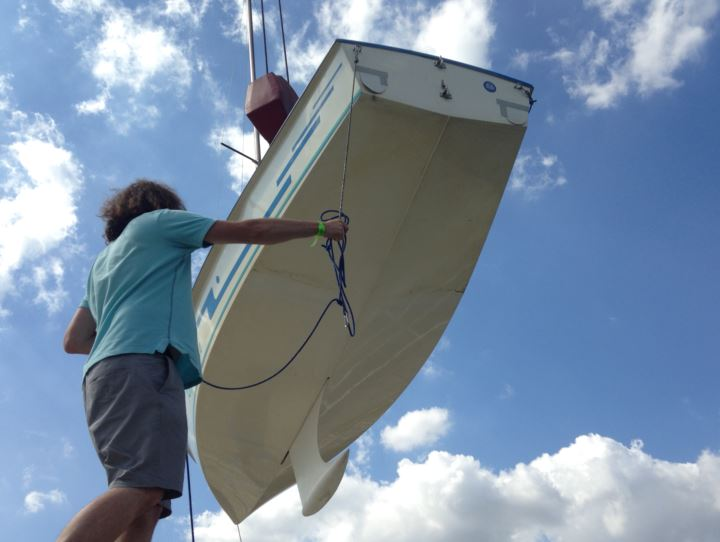
Ansicht eines Kielzugvogels beim Kranen von unten